# Sacharow-System
Ein Sacharow-System (auch Sacharow-Gleichungen) ist ein System von nicht-linearen partiellen Differentialgleichungen, um die Ausbreitung von Langmuir-Wellen zu modellieren, letzteres sind Elektronen-Plasmawellen. Das System wurde 1972 von dem russischen mathematischen Physiker Wladimir Jewgenjewitsch Sacharow eingeführt.

## Sacharow-System
Sei
- {\displaystyle \Omega \subseteq \mathbb {R} ^{n}} eine offene Menge,
- {\displaystyle T\subseteq \mathbb {R} _{+}} ein Intervall,
- {\displaystyle \alpha >0} eine Konstante.

### Skalare Form
Gesucht sind zwei Lösungsfunktion {\displaystyle v(x,t)\colon \Omega \times T\to \mathbb {R} } und {\displaystyle u(x,t)\colon \Omega \times T\to \mathbb {C} }, welche das Sacharow-System in skalarer Form lösen. {\displaystyle u} beschreibt die komplexe Einhüllende des stark oszillierenden elektrischen Feldes und {\displaystyle v} die Fluktuation der Ionendichte.
Das Sacharow-System ist
{\displaystyle {\begin{aligned}i\partial _{t}u+\Delta _{x}u&=uv\\{\tfrac {1}{\alpha ^{2}}}\partial _{t}^{2}v-\Delta _{x}v&=\Delta _{x}(|u|^{2})\end{aligned}}}
wobei {\displaystyle \Delta _{x}} der Laplace-Operator bezüglich {\displaystyle x} ist.
Die untere Gleichung lässt sich mit dem D'Alembert-Operator {\displaystyle \Box ={\tfrac {1}{\alpha ^{2}}}\partial _{t}^{2}-\Delta _{x}} kürzer hinschreiben
{\displaystyle \Box v=\Delta _{x}(|u|^{2}).}

### Physikalische Herleitung
Eine physikalische Herleitung findet sich in () und ().